# Lindsaea liesneri
Lindsaea liesneri là một loài dương xỉ trong họ Lindsaeaceae. Loài này được V. Marcano mô tả khoa học đầu tiên năm 1989.
Danh pháp khoa học của loài này chưa được làm sáng tỏ. 